# Elvan a Mydwyn
Svatí Elvan a Mydwyn byly křesťanští misionáři žijící ve 2. století.
Podle legendy byli vysláni římským biskupem svatým Eleutherem na žádost krále Lucia (dnes svatý) aby na Britských ostrovech šířily křesťanskou víru jako svatí Fugatius a Damián.
Podrobnosti o jejich životech nejsou známy. Předpokládá se že svatý Elvan byl londýnským biskupem.
Jejich svátek se v římskokatolické i pravoslavné církvi slaví 1. ledna.